# Shadowcast
Shadowcast - debiutancki album studyjny norweskiej supergrupy Insidious Disease. Wydawnictwo ukazało się 12 lipca 2010 roku w Europie. Natomiast w Stanach Zjednoczonych płyta ukazała się 27 lipca tego samego roku. Okładkę albumu przygotował Kjell Ivar Lund. Płyta Shadowcast została wydana w formie slipcase z ocenzurowana okładką w celu uniknięcia problemów z dystrybucją.
Na albumie ukazało się jedenaście kompozycji w tym interpretacja utworu "Leprosy" z repertuaru Death. W ramach promocji zostały zrealizowane dwa teledyski do utworów: "Rituals Of Bloodshed" i "Boundless" w którym wystąpił Roar Hoch-Nielsen, model widniejący na okładce. 

## Lista utworów
Opracowano na podstawie materiału źródłowego.
1. "Nuclear Salvation" (sł. Silenoz, muz. Silenoz, Jardar) - 03:28
2. "Boundless" (sł. Silenoz, muz. Silenoz, Laureano) - 04:27
3. "Conceived Through Hate" (sł. Silenoz, muz. Silenoz) - 04:12
4. "Abortion Stew" (sł. Silenoz, muz. Silenoz) - 05:31
5. "The Desire" (sł. Silenoz, muz. Silenoz, Jardar) - 04:09
6. "Rituals of Bloodshed" (sł. Frank "Killjoy" Pucci, muz. Laureano) - 03:20
7. "Facemask" (sł. Silenoz, Jardar, muz. Silenoz) - 04:42
8. "Insomniac" (sł. Silenoz, muz. Silenoz, Jardar) - 03:43 (utwór dodatkowy)
9. "Value in Flesh" (sł. Silenoz, muz. Silenoz) - 04:12
10. "Abandonment" (sł. Silenoz, muz. Silenoz) - 02:13
11. "Leprosy" (cover Death, sł. Schuldiner, muz. Schuldiner) - 06:21 (utwór dodatkowy)

## Twórcy
Opracowano na podstawie materiału źródłowego.
| - Marc "Groo" Grewe - wokal prowadzący - Sven "Silenoz" Atle Kopperud - gitara rytmiczna, gitara prowadząca, koncepcja okładki - Jon "Jardar" Øyvind Andersen - gitara rytmiczna, gitara prowadząca - Shane Embury - gitara basowa - Tony Laureano - perkusja | - Russ Russell - miksowanie, mastering, gościnnie wokal prowadzący (utwór 4) - Terje "Cyrus" Andersen - inżynieria dźwięku, gitara prowadząca - Marius Strand - inżynieria dźwięku - Kjell Ivar Lund - okładka, oprawa graficzna, koncepcja okładki |